# Amy Sherman-Palladino
Amy Sherman-Palladino, född 1966, är en amerikansk manusförfattare och TV-producent. Hon har skapat TV-serien Gilmore Girls.

## Filmografi, i urval
- 2000–2007 – Gilmore Girls (TV-serie)
- 2017–2023 – The Marvelous Mrs. Maisel (TV-serie)
- 2025 – Étoile (TV-serie)